# Studio Ponoc
Studio Ponoc (jap. 株式会社スタジオポノック, Kabushiki-gaisha Sutajio Ponokku) ist ein japanisches Zeichentrickfilmstudio mit Sitz in Musashino, Tokio, Japan. Das Unternehmen wurde im April 2015 vom ehemaligen Studio Ghibli Hauptfilmproduzenten Yoshiaki Nishimura gegründet. Der erste Spielfilm, Mary und die Blume der Hexen, wurde am 8. Juli 2017 in ganz Japan veröffentlicht.

## Geschichte
Yoshiaki Nishimura gründete am 15. April 2015 Studio Ponoc und wurde von mehreren Autoren unterstützt, die zuvor bei Studio Ghibli gearbeitet hatten, darunter auch Regisseur Hiromasa Yonebayashi. Der Name des Studios stammt von dem kroatischen Wort ponoć für „Mitternacht“, was „den Beginn eines neuen Tages“ bedeuten soll.
Das Studio arbeitet an einer Werbung für JR West für seine Sommerkampagne 2015. Mary und die Blume der Hexen, der erste Spielfilm des Studios, erreichte Platz sechs der umsatzstärksten Filme des Jahres in Japan. Der Film basiert auf dem Kinderbuch Der verhexte Besen von Mary Stewart. Mehrere Ehemalige Mitarbeiter von Studio Ghibli haben sich dem Studio angeschlossen, um an dem Film zu arbeiten. 2021 schuf das Studio in Zusammenarbeit mit dem Internationalen Olympischen Komitee den Kurzfilm Tomorrow’s Leaves, in dem die Werte des Sports und der olympischen Bewegung symbolisch dargestellt werden. Zudem war das Studio als Subunternehmen an Filmen wie dem Kurzfilm Blade Runner Black Out 2022, dem Oscarnominierten Mirai – Das Mädchen aus der Zukunft (2018) sowie dem Oscarprämierten Der Junge und der Reiher (2023) beteiligt. 2023 erschien nach fünf Jahren mit Der Imaginäre auch wieder ein eigener Film des Studios.

## Filmografie
Kurzarbeiten
- 2015: Fernsehspot für JR West
- 2021: Tomorrow's Leaves (Regie: Yoshiyuki Momose)
- 2023: Soshite Yaneurano Raja wa Umareta (Dokumentarfilm, Regie: Sachiko Miyase und Raita Yabushita)

Langfilme
- 2017: Mary und die Blume der Hexen (Regie: Hiromasa Yonebayashi)
- 2018: Bescheidene Helden (Regie: Hiromasa Yonebayashi, Yoshiyuki Momose und Akihiko Yamashita)
- 2023: Der Imaginäre (Regie: Yoshiyuki Momose)